# Alexandre Sakharoff
Alexandre Sakharoff (en russe : Александр Сахаров), de son vrai nom Alexander Zuckermann, est un danseur, chorégraphe et pédagogue russe, né le 26 mai 1886 à Marioupol (aujourd'hui en Ukraine) et mort le 25 septembre 1963 à Sienne.

## Biographie
Après avoir terminé des études de droit et de peinture à Paris, il assiste à une représentation de Sarah Bernhardt dansant le menuet et décide de devenir danseur. Il suit des cours de danse et d'acrobatie à Munich, où il donne, en 1910, sa première œuvre inspirée de sujets mythologiques et de peintures de la Renaissance. Il est probablement le premier danseur libre de sexe masculin en Europe.
Avec sa partenaire Clotilde von Derp qu'il épousera en 1919, il développe une forme personnelle de danse moderne, qu'il nomme « pantomime abstraite ». Ils dessinent eux-mêmes leurs costumes imprégnés, tout comme leur danse, de préciosité raffinée. Après leurs débuts à Londres en 1922, leur renommée s'étend au-delà de l'Europe. Fuyant l'Allemagne nazie (Sakharoff est juif), le couple émigre en Amérique du Sud en 1940 et revient s'établir à Rome en 1952, où il ouvre une école au palais Doria.
On les considère comme l'un des couples les plus célèbres de l'histoire de la danse.

## Galerie

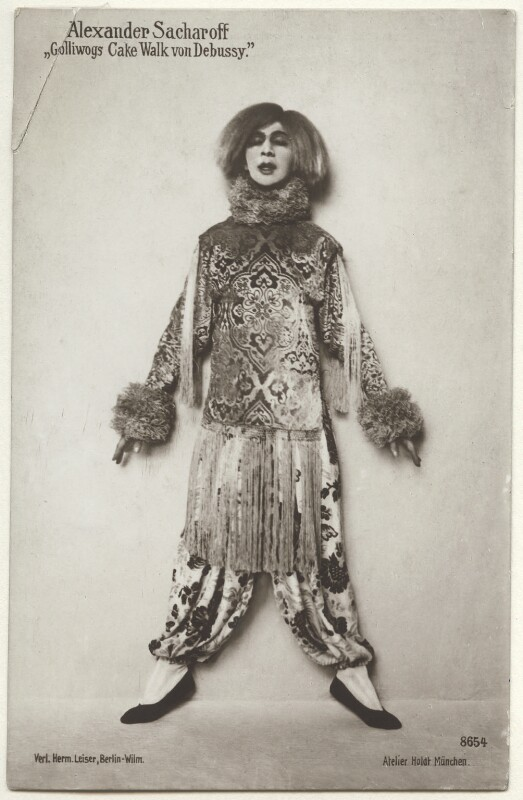
Alexandre Sakharoff dans le Golliwogg's cake-walk de Claude Debussy, 1915
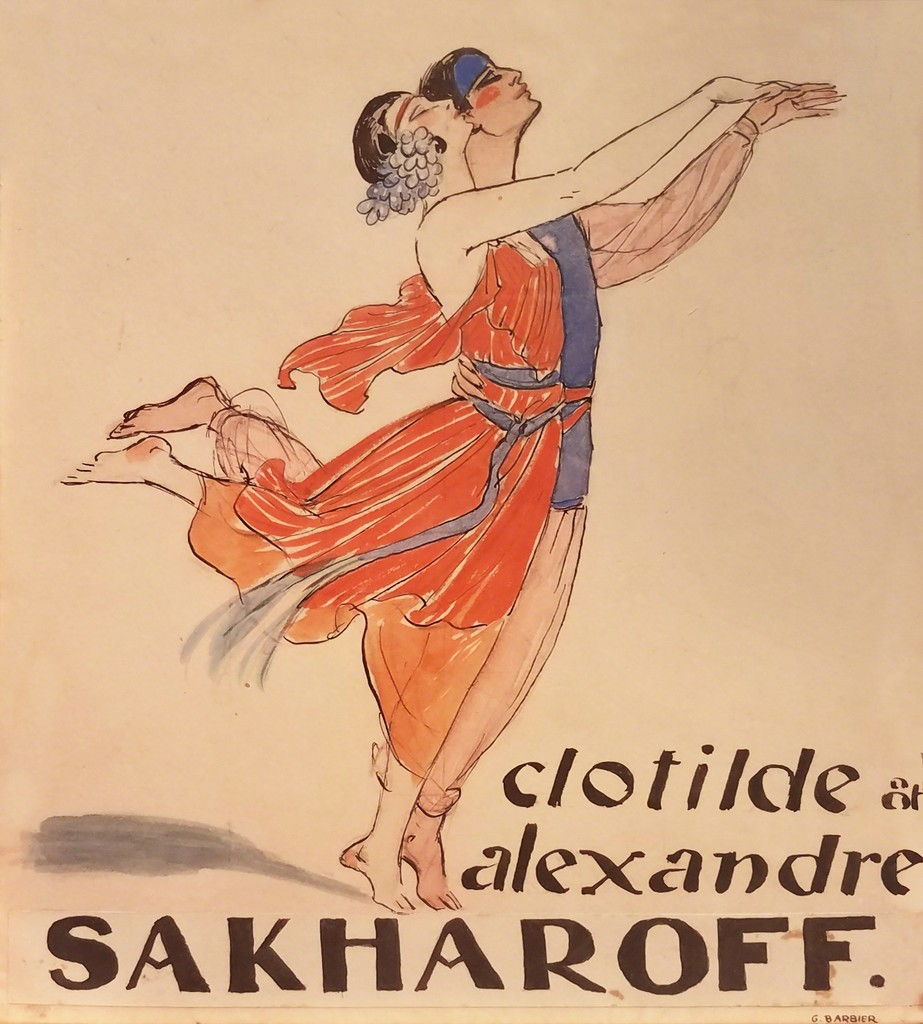
Clotilde et Alexandre Sakharoff, George Barbier, 1921.
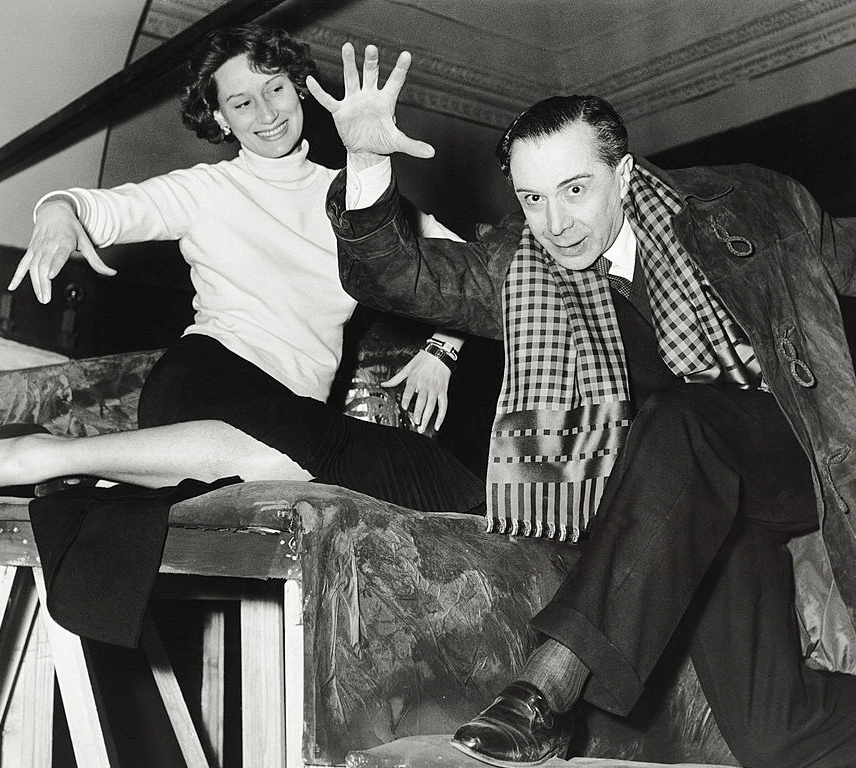
Alexandre Sakharoff et Elena Zareschi vers 1950

## Note
1. ↑  Née Clotilde von der Planitz (Berlin, 1892 - Rome, 11 janvier 1974).